# Sheridan (Kalifornija)
Sheridan je naseljeno područje za statističke svrhe u američkoj saveznoj državi Kalifornija. Prema popisu stanovništva iz 2010. u njemu je živjelo 1.238 stanovnika.